# Acanthogeophilus dentifer
Acanthogeophilus dentifer är en mångfotingart som beskrevs av Minelli 1982. Acanthogeophilus dentifer ingår i släktet Acanthogeophilus och familjen storjordkrypare.
Artens utbredningsområde är Italien. Inga underarter finns listade i Catalogue of Life.